# Kota Sugiyama
Kota Sugiyama (杉山 浩太, Sugiyama Kota) est un footballeur japonais né le 24 janvier 1985 à Shizuoka. Il évolue au poste de milieu de terrain.

## Palmarès
- Finaliste de la Coupe du Japon en 2008 avec le Kashiwa Reysol
- Finaliste de la Coupe du Japon en 2010 avec le Shimizu S-Pulse